# Нарбут Володимир Іванович
На́рбут Володи́мир Іва́нович (2 (14) квітня 1888 — 14 квітня 1938) — український російськомовний поет і літературний діяч. Входив до «Цеху поетів». 1937 заарештований НКВД СРСР і знищений у ГУЛАГу. Молодший брат українського художника-графіка Георгія Нарбута.

## Біографія
Народився Володимир Іванович Нарбут 14 квітня 1888 року на хуторі Нарбутівка Глухівського повіту Чернігівської губернії в сім'ї дрібного поміщика збіднілого литовського шляхетського роду. Був поетом, одним із засновників акмеїзму (літературної течії, представниками якої були поети А. Ахматова, О. Мандельштам). Середню освіту здобув в Глухівській гімназії у 1898—1906 роках, вищу — в Петербурзі.
Роки Жовтневого перевороту провів в Одесі, Ростові-на-Доні, Києві і тут вступив в РКП(б). Після вигнання з Криму білих Нарбут переїхав до Москви, був керівником видавництва «ЗІФ».
У 1928 році був виключений з партії за приховування ряду обставин, пов'язаних з його перебуванням на півдні під час громадянської війни. Друкуватися почав з 1910 року (у петербурзькому студентському журналі «Гаудеамус»). У 1912 році прилучився до «Цеху поетів» (див. Акмеїзм).

## Радянський період життя
Був покровителем групи письменників-одеситів, яка з'явилася в 1920-і роки в Москві (Багрицький, Олеша, Ільф, Петров, Славін та ін.). По спогадах Надії Мандельштам, «саме з рук Нарбута одеські письменники їли свій хліб». У 1925 році спільно з видавцем В. А. Регініним заснував щомісячник «30 днів». Але з кінцем НЕПу журнал був закритий одночасно з багатьма іншими виданнями того періоду. У жовтні 1936 року Владимир Нарбут був арештований. Звинувачувався в тому, що входив до групи «українських націоналістів — літературних працівників», яка нібито займалася антирадянською агітацією. Керівником групи слідством був оголошений Ігор Поступальський. Крім Нарбута, в групу нібито входили перекладачі П. С. Шлейман (Карабан) і Павло Зенкевич та літературознавець Б. А. Навроцький. Всі п'ятеро були засуджені ухвалою Особливої наради НКВД СРСР 23 червня 1937 року на п'ять років позбавлення волі по статті 58 УК СРСР (пункт КРД).
Як пише у своїх спогадах Надія Мандельштам, вдова Осипа Мандельштама, точних відомостей про його смерть немає, є тільки розповідь якогось Казарновського: «Про нього говорять, що в пересильному [таборі] він був асенізатором, тобто чистив вигрібні ями, і загинув з іншими інвалідами на підірваній баржі. Баржу висадили, щоб звільнити табір від інвалідів. Для розвантаження…». Офіційна дата смерті Нарбута — 15 листопада 1944 року, швидше за все вигадана. «Дата в свідоцтві про смерть, виданому загсом, теж нічого не доводить, — пише Надія Мандельштам. -Дати проставлялися абсолютно довільно, і часто мільйони смертей свідомо належали до одного періоду, наприклад, до воєнного. Для статистики виявилося зручним, щоб табірні смерті злилися з військовими…». Очевидці відносять смерть Владимира Нарбута в крижаних хвилях моря Охотського до весни 1938 року.

## Праці

### Оригінали
- Стихи, кн. I, СПБ, 1910;
- Аллилуйя, СПБ, 1912, изд. 2-е, Одесса, 1922;
- Веретено, Киев, 1919;
- Стихи о войне, П., 1920;
- Красноармейские стихи, Ростов н/Д., 1920;
- В огненных столбах, Стихи, Одесса, 1920;
- Плоть, Быто-эпос, Одесса, 1920;
- Советская земля, Харьков, 1921;
- Александра Павловна, П., 1922.

### Українські переклади
- Нарбут Володимир. Алілуя: вірші / Пер. з рос. В. Богуславської, післямова Ніни Бялосинської. — Київ: Дух і літера, 2011. — 246 с. ISBN 978-966-378-187-7